# پاناگودی
پاناگودی (به انگلیسی: Panagudi) یک منطقهٔ مسکونی در هند است که در بخش تیرونلولی واقع شده‌است. پاناگودی ۲۹٬۸۹۵ نفر جمعیت دارد.